# Les Démons du maïs 6
Série Les Démons du maïs
Les Démons du maïs 5
(1998) Les Démons du maïs 7
(2001)
Pour plus de détails, voir Fiche technique et Distribution.
Les Démons du maïs 6 : Le Retour d'Isaac (Children of the Corn 666: Isaac's Return) est un film d'horreur de Kari Skogland sorti en 1999, d'après un roman de Stephen King.
Le film est inédit en France.

## Synopsis
Isaac Chroner est réveillé dans sa majorité et il cherche d'accomplir la prophétie finale. Mais il va être confronté à un homme nommé Gabriel, doté de pouvoir psychique et manipulateur avec la kinesthésie.

## Fiche technique
- Titre original : Children of the Corn 666: Isaac's Return
- Titre français : Les Démons du maïs 6 : Le Retour d'Isaac
- Réalisation :  Kari Skogland
- Scénario : Tim Sulka, John Franklin, d'après la nouvelle Children of the Corn de Stephen King
- Directeur de la photographie : Richard Clabaugh
- Musique : Terry Huud
- Production : Bill Berry, Jeff Geoffray, Walter Josten
- Pays d'origine : États-Unis
- Langue : Anglais
- Format : Couleur
- Genre : Film d’horreur
- Durée : 82 minutes
- Date de sortie : 1999
- Avis du public : -12

## Distribution
- John Franklin : Isaac
- Natalie Ramsey : Hannah Martin
- Gary Bullock : Zachariah
- Alix Koromzay : Cora
- Stacy Keach : Doc Michaels
- Nancy Allen : Rachel
- Paul Popowich : Gabriel
- Sydney Bennett : Morgan
- John Patrick White : Matt
- Nathan Bexton : Jesse